# Kompetensnivå
Kompetensnivå är ett begrepp som används inom Sveriges försvarsmakt före införandet av 2009 års befälssystem. Kompetensnivån var knuten till vilket skolsteg som man genomgått. Systemet hade nivågraderingar från 9 till 1, där nivå 9 var en menig soldat. 

## Ny befälsordning1983
Nivå 6, uppnåddes efter officersexamen, då officeren erhöll graden fänrik. Efter nästa skolsteg befordras officeren till kapten och uppnår därmed kompetensnivå 5. Eftersom befordran till löjtnant ägde rum efter två års tjänstgöring befordras officeren utan att nå en högre kompetensnivå. Därför tillhör även löjtnanterna nivå 6. Övriga officersgrader, generals- och amiralpersoner ej inräknade, utgör kompetensnivåerna 4 till 1.
| Kompetensnivå | Militära grader                                             |
| ------------- | ----------------------------------------------------------- |
| G             | Generaler/Amiraler                                          |
| 1             | Överstar/Kommendörer                                        |
| 2/3           | Överstelöjtnanter och majorer/Kommendör- och örlogskaptener |
| 4             | Majorer/Örlogskaptener                                      |
| 5             | Kaptener                                                    |
| 6             | Löjtnanter och fänrikar                                     |

"Det finns 7 officersgrader och 6 kompetensnivåer. Det kan anmärkas att majorer och örlogskaptener hänförs till kompetensnivå 3 efter fullgjort chefsprogram. Kompetensnivåerna 2 och 3
kommer över tid att smälta samman. Det finns idag några hundra officerare i nivå 2 men inga ytterligare kommer att föras till den kategorin."
Källa: Behovet av yrkesofficerare i det nya försvaret, SOU 2000:23, s. 242.

## Kompetensnivåer före 1983
| Kompetensnivå siffror | Kompetensnivå bokstäver | Befattningsnivå      | Typbefattning i utbildningsorganisationen | Militära grader enl 1972 års befälsordning           |
| --------------------- | ----------------------- | -------------------- | ----------------------------------------- | ---------------------------------------------------- |
| 1                     | H                       | Högre chefer         | Högre chef                                | Generaler                                            |
| 2                     | R                       | Regementschefer      | Regementschef                             | Överste                                              |
| 3                     | F                       | Fredsbataljonschefer | Bataljonschef                             | Överstelöjtnant                                      |
| 4                     | B                       | Bataljonschefer      | Kompanichefer                             | Majorer                                              |
| 5                     | K                       | Kompanichefer        | Plutonchefer                              | Kaptener                                             |
| 6                     | P                       | Plutonchefer         | Stf plutonchefer                          | Löjtnanter och fänrikar                              |
| 7                     | T                       | Troppchefer          | Utbildare                                 | Fanjunkare och sergeanter                            |
| 8                     | P                       | Gruppchefer          | -                                         | Överfurirer och furirer (korpraler under utbildning) |
| 9                     | M                       | Meniga               | Meniga                                    | Meniga                                               |

Källa: Proposition 1977/78:24 om ny befälsordning för det militära försvaret, s. 19-20, 64.